# Zoé Chatzidakis
Zoé Maria Chatzidakis (4 de abril de 1955 – 22 de janeiro de 2025) foi uma matemática francesa, que trabalhou com teoria dos modelos e suas aplicações em álgebra.
Chatzidakis obteve um doutorado em 1984 na Universidade Yale, orientada por Angus Macintyre, com a tese Model Theory of Profinite Groups. Recebeu o Prêmio Leconte de 2013. Foi palestrante convidada do Congresso Internacional de Matemáticos em Seul (2014: Model theory of difference fields and applications to algebraic dynamics).